# Osprynchotus objurgator
Osprynchotus objurgator är en stekelart som först beskrevs av Fabricius 1781.  Osprynchotus objurgator ingår i släktet Osprynchotus och familjen brokparasitsteklar. Inga underarter finns listade i Catalogue of Life.